# Tanit
Tanit – fenicka bogini płodności, księżyca i wody, czczona przede wszystkim w Kartaginie jako opiekunka miasta. 
Odpowiednik fenickiej Asztarte, której miejsce później przejęła w wierzeniach Fenicjan i Kartagińczyków. Mityczna małżonka Baal Hammona, boga nieba i wegetacji. Jej symbole – gołąb, owoc granatu, ryba, palma, podkreślające charakter bóstwa płodności, umieszczano na stelach i ołtarzach kamiennych. Do Tanit odnoszą się również wyobrażenia odwróconego w dół księżyca połączonego z dyskiem słonecznym, a także otwartej dłoni oraz tzw. „znak Tanit” – wizerunek betyla i przepołowionego dysku słonecznego (podobny do staroegipskiego znaku anch). 
Była najpopularniejszą boginią Kartaginy, nie odnaleziono jednak jej rozległego sanktuarium zlokalizowanego pomiędzy wzgórzem Byrsa a wybrzeżem, a zburzonym dopiero na polecenie cesarza Konstantyna w 321 r. n.e.
Przez Greków utożsamiana z Herą; w starożytnym Rzymie znana jako Juno Caelestis lub Dea Caelestis i zaliczana do bóstw „obcych” (peregrina sacra).